# (36944) 2000 SD249
2000 SD249 (asteroide 36944) é um asteroide da cintura principal. Possui uma excentricidade de 0.08404540 e uma inclinação de 6.63585º.
Este asteroide foi descoberto no dia 24 de setembro de 2000 por LINEAR em Socorro.